# Stazione di Shin-Kotoni
La stazione di Shin-Kotoni (新琴似駅?, Shin-Kotoni-eki) è una delle stazioni centrali della città di Sapporo situata sulla linea Sasshō. Dal 2012 la stazione fa parte della tratta elettrificata della linea. Vicino alla stazione si trova la stazione di Asabu dove è possibile interscambiare con la metropolitana di Sapporo.

## Linee
JR Hokkaido
■ Linea Sasshō

## Struttura
La stazione è dotata di due banchine laterali che servono 2 binari.
| 2 | ■ Linea Gakuentoshi (Sasshō) |  | per Sōen e Sapporo                                              |
| 2 | ■ Linea Gakuentoshi (Sasshō) |  | per Ainosato-Kyōikudai, Hokkaidō-Iryōdaigaku e Ishikari-Tōbetsu |

## Stazioni adiacenti
| «                          | Servizio                   | »                          |
| Linea Gakuentoshi (Sasshō) | Linea Gakuentoshi (Sasshō) | Linea Gakuentoshi (Sasshō) |
| -------------------------- | -------------------------- | -------------------------- |
| Shinkawa                   | Tutti i treni              | Taihei                     |